# Catoria cinygma
Catoria cinygma är en fjärilsart som beskrevs av Louis Beethoven Prout 1929. Catoria cinygma ingår i släktet Catoria och familjen mätare. Inga underarter finns listade i Catalogue of Life.